# Josef Redtenbacher (Entomologe)

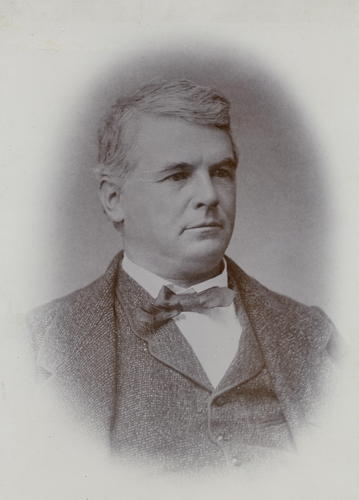
Josef Redtenbacher (1859–1926)

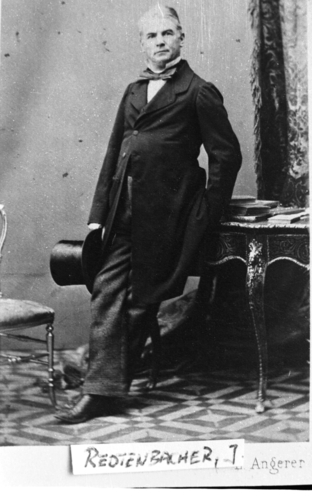

Josef Redtenbacher (* 27. März 1856 in Kirchdorf an der Krems; † 18. Juli 1926 in Linz) war ein österreichischer Entomologe und Lehrer. Er war spezialisiert auf die klassisch als „Orthopteren“ zusammengefassten Ordnungen der Heuschrecken (Orthoptera), Gespenstschrecken (Phasmatodea), Fangschrecken (Mantodea) und Schaben (Blattodea), sowie auf die nicht den „Orthopteren“ zugeordneten Ohrwürmer (Dermaptera) insbesondere Österreich-Ungarns und Deutschlands.

## Leben
Redtenbacher wurde als Sohn des Sensenhändlers Franz Xaver Redtenbacher (1804–1871) und Theresia Redtenbacher geborene Lampl (1823–1883) im wohlhabenden Markt Kirchdorf an der Krems im damaligen Kaisertum Österreich geboren. Er war der Bruder des Sensenhändlers Simon Redtenbacher, der Neffe des gleichnamigen Chemikers Josef Redtenbacher und des Entomologen Ludwig Redtenbacher. Redtenbacher studierte von 1874 bis 1878 Naturwissenschaften an der Universität Wien. Seine Lehramtsprüfung legte er 1879 in den Fächern Naturgeschichte, Mathematik und Naturlehre ab und war ab 1880 im Schuldienst in Wien tätig. Von 1892 bis 1896 unterrichtete er an der deutschen Realschule in Budweis (heute České Budějovice). Von 1896 bis 1915 war Redtenbacher Professor am Gymnasium in Wien-Wieden. Das letzte Jahrzehnt seines Lebens verbrachte er in Linz.

## Wissenschaftliche Tätigkeit
Bereits ab 1886 war er als Volontär am Naturhistorischen Museum Wien tätig. Aus dieser Tätigkeit entstand eine Zusammenarbeit mit den Entomologen Ludwig Ganglbauer, Friedrich Moritz Brauer und besonders mit Karl Brunner-von Wattenwyl. Seit 1889 war er korrespondierendes Mitglied des Museums Francisco Carolinum, dem er bereits 1887 den größten Teil seiner entomologische Sammlung übergab. Die oberösterreichischen Heuschrecken erhielt das Stift Kremsmünster. Zu seinen Leistungen als Entomologe zählt insbesondere die Erstellung einer „Monographie der Conocephaliden“, einer Unterfamilie der Laubheuschrecken (Tettigoniidae), die Bearbeitung der „Orthopteren“ und Ohrwürmer Österreich-Ungarns und Deutschlands, deren Bestimmungstabellen die Grundlage aller späteren Arbeiten über die hier bearbeiteten Ordnungen Mittel- und Südosteuropas bildeten. Außerdem verfasste er (Vol. 1 & 3) gemeinsam mit Brunner-von Wattenwyl (Vol. 2) eine Bearbeitung und vollständige Übersicht über die Gespenstschrecken. Von den darin durch Redtenbacher beschriebenen Gespenstschrecken-Taxa sind bis heute (Stand November 2022) 570 Arten, 78 Gattungen und einige höhere Taxa gültig. Daneben veröffentlichte er einige kleinere Studien über die Larven der Ameisenjungfern (Myrmeleontidae) und weiteren Arbeiten über Heuschrecken, von denen er 223 bis heute gültige Arten und 53 Gattungen beschrieb. Außerdem errichtete er gemeinsam mit Brauer und Ganglbauer die fossile Heuschreckengattung Parapleurites und beschrieb deren Typusart, sowie die ebenfalls fossile Humbertiella grandis (heute Pseudohumbertiella grandis).

## Dedikationsnamen
Nach Josef Redtenbacher sind die folgenden Heuschrecken benannt worden: Colossopus redtenbacheri (Brongniart, 1897), Conocephalus redtenbacheri (Bolívar, 1905), Isophya redtenbacheri Adelung, 1907, Neoconocephalus redtenbacheri (Karny, 1907), Phlugiola redtenbacheri Karny, 1907, Salomona redtenbacheri Brongniart, 1897 und Xiphidiopsis redtenbacheri Karny, 1924. Die nach ihm benannte Gattung Redtenbacheriella Karny, 1910 ist 1964 mit der älteren Gattung Pseudosaga Brancsik, 1897 synonymisiert worden. Daneben sind auch Phoberodema redtenbacheri Brancsik, 1897 (heute Phricta spinosa) und Tabaria redtenbacheri Bolívar, 1903 (heute Rhammatopoda opilionoides) nach Redtenbacher benannte Synonyme. Ihre heute gültigen Namen sind von Redtenbacher beschrieben Arten.
Unter den Gespenstschrecken sind folgende Arten nach Redtenbacher benannt worden: Ceroys redtenbacheri (Piza, 1936), Chlorobistus redtenbacheri Bragg, 2001, Phanocloidea redtenbacheri (Brock, 1998) und Phobaeticus redtenbacheri (Dohrn, 1910). Außerdem ist ihm der Name der Unterart Bacillus rossius redtenbacheri Padewieth, 1899 gewidmet.

## Schriften
- Übersicht der Myrmeleoniden-Larven, Denkschriften Wien, mathematisch-naturwissenschaftliche Kl. 48, 1884
- Vergleichende Studien über das Flügelgeäder der Insecten, Annalen des kaiserlich-königlichen Naturhistorischen Hofmuseums 1, 1886
- Fossile Insekten aus der Juraformation Ost-Sibiriens, gemeinsam mit Friedrich Moritz Brauer und Ludwig Ganglbauer, Mémoires de l’Acad. Impériale des Sciences de St.-Pétersbourg, Ser. 7, 36, 1889
- Monographie der Conocephaliden, Verhandlungen der kaiserlich-königlichen zoologischen-botanischen Gesellschaft in Wien 41, 1891
- Über Wanderheuschrecken, Programm der deutschen kaiserlich-königlichen Staats-Realschule in Budweis, 1893
- Die Dermatopteren und Orthopteren (Ohrwürmer und Geradflügler) von Österreich-Ungarn und Deutschland, 1900
- Die Insektenfamilie der Phasmiden. Vol. 1. Phasmidae Areolatae. Verlag Wilhelm Engelmann, Leipzig 1906
- Die Insektenfamilie der Phasmiden. Vol. 3. Phasmidae Anareolatae (Phibalosomini, Acrophyllini, Necrosciini). Verlag Wilhelm Engelmann, Leipzig 1908